# Minamoto no Yoshimitsu
Minamoto no Yoshimitsu (新羅 三郎 源 義光, Shinra Saburō Minamoto no Yoshimitsu), 1045–1127), filho de Minamoto no Yoriyoshi, foi um samurai do Clã Minamoto durante o período Heian no Japão. Foi irmão do famoso Minamoto no Yoshiie. Minamoto no Yoshimitsu é conhecido como o criador do Daito-ryu.
De acordo com a história interna do estilo Daitō-ryū, Yoshimitsu dissecava os corpos dos homens mortos em batalha, e os estudava para determinar os pontos vitais a golpear (atemi) e os mecanismos e técnicas de luxação das articulações kansetsu waza (関節技). O Daitō-ryū tornou-se o nome do castelo onde Yoshimitsu viveu sua infância, chamado Castelo "Daitō", na Província de Ōmi (atualmente Prefeitura de Shiga).
Yoshimitsu recebeu terras na Província de Mutsu e na Província de Hitachi como uma recompensa pelos serviços militares prestados, e passou a residir na Aldeia de Satake, em Hitachi. Yoshimitsu conseguiu o território em torno da vila Satake para seu filho, Satake Yoshinobu. Yoshinobu, por sua vez, deixou para o seu próprio filho, Masayoshi.
Por seus serviços como militar durante a Guerra dos Três Anos (1083-1087), Yoshimitsu foi nomeado Senhor da Província de Kai (atualmente Prefeitura de Yamanashi), onde acabou se radicando. O bisneto de Yoshimitsu, Nobuyoshi, adotou o sobrenome "Takeda" em honra a população onde vive, e as técnicas que Yoshimitsu descobriu foram transmitidas de forma secreta dentro dos membros de Clã Takeda até o século XIX quando Sōkaku Takeda começou a ensinar as pessoas que não pertencem a seu clã.
Sabe-se que o Clã Satake descende de Satake Masayoshi, o neto de do Minamoto no Yoshimitsu. O Clã Satake  permaneceria em Hitachi, até que foram obrigados a se retirar.
Uma das bandeiras mais antigas do Japão está no templo Unpo-ji, na prefeitura de Yamanashi. Segundo a lenda, foi dada pelo Imperador Reizei a Minamoto no Yoshimitsu e foi tratada como um tesouro familiar pelo clã Takeda por mil anos, mas a verossimilhança histórica desse relato é questionável.